# لجنة الترشيح
لجنة الترشيح (أو لجنة الترشيحات) هي مجموعة تتشكل من داخل عضوية منظمة ما بهدف اختيار المرشحين للمناصب داخل المنظمة. وهي تعمل على نحو مماثل للهيئة الانتخابية، والفرق الرئيسي هو قيام جميع الأعضاء بعد ذلك بالتصويت على المرشحين المتقدمين، سواء كانوا معينين أو «غير مسجلين في قائمة المرشحين» التي اختارتها اللجنة. والنظام هو جزء من أساليب الحكم التي غالبًا ما تستخدمها الهيئات المعنوية، والكيانات التجارية، والفئات الاجتماعية والرياضية - وخاصة الأندية. والقصد من ذلك هو أن تتكون اللجنة من أشخاص مؤهلين ومثقفين لتمثيل المصالح العليا للأعضاء. وفي حالة الكيانات التجارية، غالبًا ما يتم إحضار مديريها من الخارج للاستفادة من خبرتهم.
ويمكن أيضًا تشكيل لجنة الترشيح بهدف ترشيح الأشخاص أو اختيار الأشياء التي يحكم عليها الآخرون لجودتها أو قيمتها النسبية، خاصة بهدف منح جوائز في مجال الفنون، أو عند تنفيذ منتجات وخدمات صناعية. والهدف من ذلك هو تحديث مستويات عالية وربما جديدة من المعايير ووضعها والحفاظ عليها.

## وصلات خارجية
- Definitions and functions
- SEC Disclosure rules
- American Film Institute NC qualifications